# Clara Juliana Guerrero
Clara Juliana Guerrero Londoño (Armenia, Colombia, 22 de abril de 1982) es una deportista colombiana en la especialidad de Bolos. Fue campeona suramericana en Medellín 2010 y de Centroamérica y del Caribe en Mayagüez 2010. Fue elegida por el diario El Espectador como la deportista del año en el 2009 e ingresó al Salón de la Fama del bolo orbital en el 2010.

## Trayectoria
La trayectoria deportiva de Clara Juliana se identifica por su participación en los siguientes eventos nacionales e internacionales:

### Juegos Suramericanos
Fue reconocido su triunfo de ser el primer deportista con el mayor número de medallas de la selección de Colombia en los juegos de Medellín 2010.

#### Juegos Suramericanos de Medellín 2010
Su desempeño en la novena edición de los juegos, se identificó por ser el primer deportista con el mayor número de medallas entre todos los participantes del evento, con un total de 7 medallas:

- , Medalla de oro: Bolos Individuales Mujeres
- , Medalla de oro: Bolos Dobles Mujeres
- , Medalla de oro: Bolos Equipos 4 Jugadores Mujeres
- , Medalla de oro: Bolos Todos los Eventos Individual Mujeres
- , Medalla de oro: Bolos Todos los Eventos Equipos Mujeres
- , Medalla de oro: Bolos Mujeres Maestros
- , Medalla de plata: Bolos Tríos Mujeres

### Juegos Centroamericanos y del Caribe
Fue reconocido su triunfo de ser la primera deportista con el mayor número de medallas de la selección de Colombia en los juegos de Mayagüez 2010.

#### Juegos Centroamericanos y del Caribe de Mayagüez 2010
Su desempeño en la vigésima primera edición de los juegos, se identificó por ser la primera deportista con el mayor número de medallas entre todos los participantes del evento, con un total de 6 medallas:

- , Medalla de oro: Ternas
- , Medalla de bronce: Dobles
- , Medalla de bronce: Equipos
- , Medalla de bronce: Individuales
- , Medalla de bronce: Maestros
- , Medalla de bronce: Todo

## Logros
- 1999 FIQ World Championships, (Medalla de Plata), evento de equipo
- 1999 Juegos Panamericanos(Medalla de Plata), evento de equipo
- 2000 AMF Bowling World Cup (Segundo lugar)
- 2000 World Amateur Player of the Year, World Bowling Writers
- 2001 FIQ American Zone Championships (Medalla de oro), evento de dobles
- 2002 World Amateur Ranking, (Tercer lugar)
- 2002 Tournament of the Américas, (Medalla de oro), evento de dobles
- 2002 Campeona nacional de bolos de Colombia
- 2003 Juegos Panamericanos, (Medalla de bronce), evento de dobles e individual
- 2003 Subcampeona nacional de Colombia
- 2003 Miembro del World Team Challenge Regional Champion
- 2004 World Ranking Masters, Moscú, Rusia (Quinto lugar)
- 2004 Campeona nacional de bolos de Colombia
- 2005 Campeona nacional de bolos de Colombia
- 2005 Incluida en el American Ranking Zone Champion
- 2005 Miembro oficial del Wichita State National Championship Team
- 2005 World Ranking Masters (Medalla de oro)
- 2004-2005 Elegida en el primer lugar dentro del American Bowling Ranking
- 2005 Campeona nacional de bolos de Colombia (Todo eventos)
- 2005 Miembro del Equipo de bolos de Colombia
- 2006 Member del Equipo de bolos de Colombia
- 2006 Segundo lugar en el Women's Challenge
- 2006 Campeona del Panamá Invitational Tournament en Bolos
- 2007 Campeona Nacional de Bolos (Medalla de oro), Individuales
- 2007 Campeonato nacional de bolos (Medalla de plata), Evento de tríos
- 2007 Campeonato nacional de bolos (Medalla de bronce), Evento de dobles
- 2007 Subcampeona nacional de bolos de Colombia, Todo eventos
- 2007 Exempt bowler del 2007-2008. Women's Series
- 2008 Finalista del U.S Women's Open
- 2008 The Pepsi Viper Championship Women's Series (séptimo lugar)
- 2008 Chameleon Championship Women's Series (octavo lugar)
- 2008 Cheetah Championship Women's Series (quinto lugar)
- 2008 Juegos Nacionales de Colombia (Medalla de oro)
- 2008 Exempt Bowler 2008 - 2009, Women's Series
- 2009 The Don and Paula Carter Mixed Doubles Championship Women's Series (Séptimo lugar)
- 2009 Campeona con el Equipo Nacional de Trial
- 2009 Campeona del Women's USBC tournament, (Medalla de oro). Evento de dobles
- 2009 The Women's World Championships, (Individuales)
- 2009 Campeona mundial del Women's world Championships (Todo eventos)
- 2009 Obtiene el puntaje más alto en tres series de todos los campeonatos mundiales de bolos(Récord mundial)
- 2009 Campeona del World Women's Masters Champion
- 2009 Primera mujer que gana el World Championships tanto en Women's All-Events (Todo eventos) como Women's Master
- 2009 Obtiene el puntaje más alto en la historia del campeonato mundial de bolos (Récord mundial)
- 2009 Campeona en el Columbia 300 Vienna Open
- 2009 Exempt Bowler en el 2009 - 2010 Women's Series
- 2009 Juegos Bolivarianos (Medalla de plata). eventos individuales
- 2009 Juegos Bolivarianos (Medalla de oro). Tríos, Equipo y Equipo en todo eventos
- 2009 Juegos Bolivarianos (Medalla de oro), Todo eventos
- 2009 Juegos Bolivarianos (medal de plata), masters
- 2009 Deportista del año en Colombia
- 2010 Juegos Suramericanos (Medalla de oro), Individual